# Gemeinschaftsausgabe
Gemeinschaftsausgabe bezeichnet in der Philatelie, Numismatik und im Verlagswesen, die Ausgabe einer Briefmarke, Münze von mehreren Ländern oder eines Schriftstücks von mehreren Verlagen.

## Briefmarken

DBP, West-Berlin, Deutsche Post der DDR, Belgien und Österreich (12. Januar 1990, in Österreich 12. Jänner 1990)
Berlin 1990
DDR
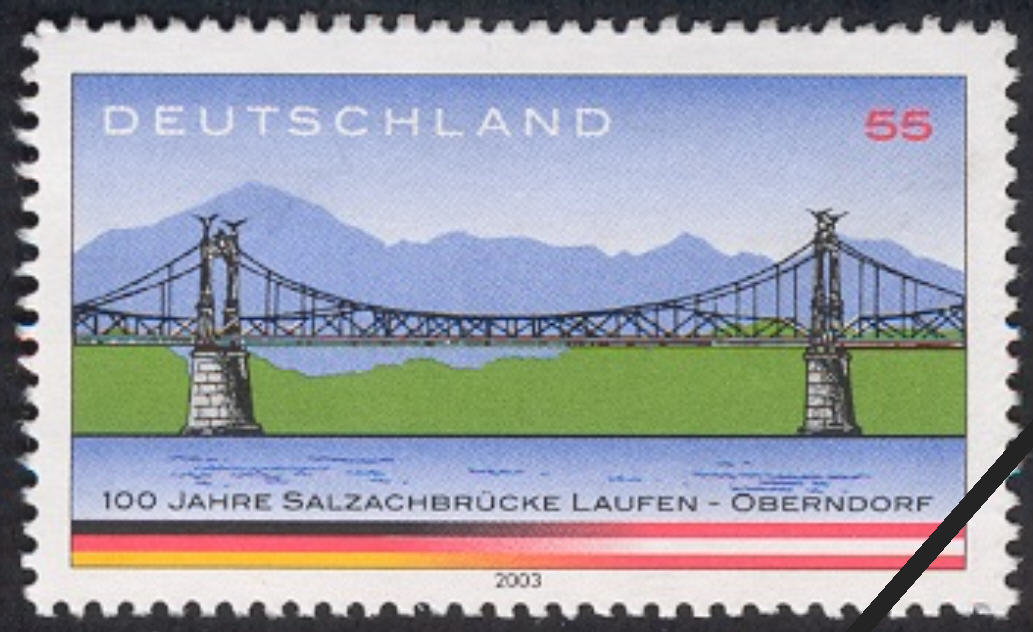
Deutsche Post AG und Österreich (12. Juni 2003)

Aufstellung der Gemeinschaftsausgaben der Deutschen Bundespost sowie der Deutsche Post AG im Auftrag des Bundesministerium der Finanzen:
| Jahr | Land                                             | Thema                                                                                 | Michel-Nr. Bund | Kommentar                  |
| ---- | ------------------------------------------------ | ------------------------------------------------------------------------------------- | --------------- | -------------------------- |
| 1963 | Dänemark                                         | Vogelfluglinie                                                                        | 399             |                            |
| 1966 | Schweden                                         | 100. Geburtstag Nathan Söderblom                                                      | 504             | verschiedene Entwürfe      |
| 1973 | Frankreich                                       | 10 Jahre Vertrag über die deutsch-französische Zusammenarbeit                         | 753             |                            |
| 1983 | USA                                              | Einwanderung der ersten Deutschen in Amerika, Concord 1683                            | 1180            |                            |
| 1985 | Dänemark                                         | 30 Jahre Bonn-Kopenhagener Erklärungen                                                | 1241            |                            |
| 1988 | Frankreich                                       | 25 Jahre Vertrag über die Deutsch-Französische Zusammenarbeit, Adenauer und de Gaulle | 1351            |                            |
| 1989 | Irland                                           | 1300 Jahre Mission und Martyrium der Frankenapostel Kilian, Kolonat und Totnan        | 1424            |                            |
| 1990 | Österreich Berlin DDR Belgien                    | 500 Jahre Europäische Postverbindungen                                                | 1445            |                            |
| 1990 | Griechenland                                     | Heinrich Schliemann 1822–1890                                                         | 1480            |                            |
| 1991 | Polen                                            | Schlacht bei Liegnitz 9. April 1241                                                   | 1511            |                            |
| 1991 | Frankreich                                       | Max Ernst 1891–1976                                                                   | 1569            | verschiedene Entwürfe      |
| 1993 | Tschechische Republik Slowakei                   | gest. 1393 Johannes von Nepomuk                                                       | 1655            |                            |
| 1993 | Österreich Schweiz                               | Euregio Bodensee                                                                      | 1678            |                            |
| 1993 | Polen                                            | Hl. Hedwig gest. 1243                                                                 | 1701            |                            |
| 1995 | Irland Italien San Marino Vatikanstadt           | Hundert Jahre Radio 1895–1995 Guglielmo Marconi                                       | 1803            |                            |
| 1995 | Schweden                                         | 100 Jahre Alfred-Nobel-Testament                                                      | 1828            |                            |
| 1996 | Japan                                            | Philipp Franz von Siebold 1796–1866                                                   | 1842            |                            |
| 1996 | Australien                                       | Ferdinand von Mueller 1825–1896                                                       | 1889            |                            |
| 1997 | Tschechische Republik Ungarn Polen Vatikanstadt  | S. Adalbertus gest. 997                                                               | 1914            |                            |
| 1997 | Frankreich Luxemburg                             | Europäische Region Saar-Lor-Lux                                                       | 1957            |                            |
| 1998 | China                                            | Kultur- und Naturerbe, Würzburger Residenz, Puning-Tempel Chengde                     | 2007/8          |                            |
| 1999 | Korea                                            | 250. Geburtstag von Johann Wolfgang von Goethe                                        | 2073            |                            |
| 2000 | Spanien                                          | Weihnachten                                                                           | 2151/2          |                            |
| 2001 | Spanien                                          | Weihnachten                                                                           | 2226/7          |                            |
| 2002 | Argentinien Brasilien Frankreich Italien Uruguay | Fußballweltmeister                                                                    | 2258/9          |                            |
| 2002 | Tschechische Republik                            | Bedrohte Tierarten, Bauchige Windelschnecke, Flussperlmuschel                         | 2265/6          |                            |
| 2003 | Frankreich                                       | 40 Jahre Vertrag über die Deutsch-Französische Zusammenarbeit                         | 2311            |                            |
| 2003 | Österreich                                       | 100 Jahre Salzachbrücke Laufen–Oberndorf                                              | 2345            |                            |
| 2004 | Russland                                         | 21. Jahrhundert, Deutsch-russische Jugendbegegnungen                                  | 2408            |                            |
| 2004 | Belgien                                          | Weihnachten – Gemälde von Peter Paul Rubens                                           | 2429/30         |                            |
| 2005 | Dänemark                                         | Bonn-Kopenhagener Erklärungen 1955–2005                                               | 2449            |                            |
| 2005 | Vatikanstadt                                     | XX. Weltjugendtag Köln                                                                | 2469            |                            |
| 2005 | Israel                                           | 40 Jahre diplomatische Beziehungen mit Israel                                         | 2498            |                            |
| 2006 | Niederlande                                      | Rembrandt 1606–1669                                                                   | 2550            |                            |
| 2006 | Schweden                                         | 650 Jahre Städtehanse                                                                 | 2558            |                            |
| 2007 | Lettland                                         | Weltkulturerbe der UNESCO, Riga Lettland, Stralsund und Wismar                        | 2614/5          |                            |
| 2007 | Schweden                                         | Astrid Lindgren 1907–2002                                                             | 2629            | in Schweden als Kleinbogen |
| 2008 | Schweiz                                          | Alte Rheinbrücke, Bad Säckingen–Stein Aargau                                          | 2691            |                            |
| 2008 | Vatikanstadt                                     | Weihnachten                                                                           | 2703/4          |                            |
| 2009 | Vereinte Nationen                                | Luthergedenkstätten in Eisleben und Wittenberg, Weltkulturerbe der UNESCO             | 2736            |                            |
| 2009 | Österreich Ungarn                                | 20 Jahre Grenzöffnung Ungarn-Österreich                                               | 2759            |                            |
| 2010 | Argentinien                                      | Frankfurter Buchmesse, Ehrengast Argentinien, Jorge Luis Borges                       | 2815            |                            |
| 2011 | Japan                                            | Weltkulturerbe der UNESCO, Altstadt Regensburg, Alte Stadt Nara-Yakushi-ji            | 2844/5          |                            |
| 2011 | Rumänien                                         | Weltkulturerbe der UNESCO, Kirchenburg von Birthälm                                   | 2889            |                            |
| 2012 | Vatikanstadt                                     | 500 Jahre Sixtinische Madonna                                                         | 2919            |                            |
| 2012 | Liechtenstein                                    | Pfälzer Hütte                                                                         | 2940            |                            |
| 2012 | Polen                                            | Muskauer Park Mużakowski – Weltkulturerbe der UNESCO                                  | 2944            |                            |
| 2013 | Frankreich                                       | 50 Jahre Élysée-Vertrag                                                               | 2977            |                            |
| 2013 | Südkorea                                         | Bayreuth Sonnentempel, Gyeongbokgung Palast Hyangwonjeong Pavillon                    | 3013/4          |                            |
| 2013 | Australien                                       | 200. Geburtstag Ludwig Leichhardt                                                     | 3032            |                            |
| 2014 | Österreich Schweiz Italien Liechtenstein         | Lindauer Bote                                                                         | 3101            |                            |
| 2015 | Israel                                           | 50 Jahre diplomatische Beziehungen mit Israel                                         | 3154            |                            |
| 2016 | Polen                                            | 25 Jahre Deutsch-Polnisches Jugendwerk                                                | 3249            |                            |
| 2017 | Brasilien                                        | 500 Jahre Reformation                                                                 | 3300            |                            |
| 2018 | Südafrika                                        | 100. Geburtstag Nelson Mandela                                                        | 3404            |                            |
| 2019 | Schweiz                                          | 500 Jahre Reformierte Kirche – Huldrych Zwingli                                       | 3464            |                            |
| 2024 | Kroatien                                         | Gemeinsamer Fluss – Donau                                                             | 3858            |                            |

Weitere Gemeinschaftsausgaben sind seit 1956 die Europamarken, die (unter verschiedener Trägerschaft) zunächst ein einheitliches Motiv und später ein gemeinsames Thema in vielen Ländern haben.

## Münzen

### 2-Euro-Gedenkmünzen

Belgische Version der
2-Euro-Gedenkmünzen-Gemeinschaftsausgabe 2007

Im März 2007 erschien eine 2-Euro-Gedenkmünzen-Gemeinschaftsausgabe aus Anlass 50 Jahre Römische Verträge, mit Aufschrift in der jeweiligen Landessprache (auf der belgischen Münze in Lateinisch). Sie wurde von allen 13 den Euro emittierenden EU-Staaten ausgegeben. Die motivgleichen Münzen, die den Vertrag der sechs Begründer sowie den Ort der Unterzeichnung, den Campidoglio-Platz in Rom darstellen, unterscheiden sich nur durch den jeweiligen Landesnamen und die Sprache der Aufschrift.
Im Januar 2009 wurde von 16 Euro-Ländern (aber nicht von Monaco, San Marino und der Vatikanstadt) eine weitere gemeinsame 2-Euro-Gedenkmünze ausgegeben, zum Thema Europäische Wirtschafts- und Währungsunion 1999–2009. Nur das Kürzel der Vertragsbezeichnung in der jeweiligen Landessprache sowie der Landesname unterscheiden die nationalen Münzvarianten.
Im Januar 2012 folgte eine dritte Gemeinschaftsausgabe, nunmehr von 17 Ausgabeländern, anlässlich des 10-jährigen Jubiläums der Einführung des
Euro-Bargelds. Die motivgleichen Münzen mit der Beschriftung 2002–2012 unterscheiden sich wiederum nur durch die jeweiligen Landesnamen (Belgien wählte das Kürzel BE).
Im August 2015 folgte die vierte Gemeinschaftsausgabe, nunmehr von 19 Ausgabeländern, anlässlich des 30-jährigen Bestehens der EU-Flagge.
Für das Jahr 2022 hat der Rat der Europäischen Union die Herausgabe einer fünften Gemeinschaftsausgabe anlässlich des 35-jährigen Bestehens des Erasmus-Programms beschlossen.

## Verlagswesen
Als Beispiel für eine Gemeinschaftsausgabe im Verlagswesen kann Das europäische Geschichtsbuch gelten. Dieses erschien in verschiedenen europäischen Verlagen. Die Erstausgabe erschien 1992 unter dem Titel Histoire de l'Europe im Hachette-Verlag in Paris. Die deutschsprachige Ausgabe erschien im selben Jahr im Stuttgarter Ernst-Klett-Verlag. Andere Verlage, die das Werk in einer ihrer jeweiligen Landessprachen veröffentlichten, waren zum Beispiel Weidenfeld & Nicolson in London, Wydawnictwa Szkolne i Pedagogiczne in Warschau oder Minerva Editora in Coimbra. Abgesehen von den sprachlichen Unterschieden sind die Ausgaben auf Grund der gemeinsamen transeuropäischen Autorenschaft inhaltlich gleich.